# 西海村 (石川県珠洲郡)
西海村（さいかいむら）は、石川県珠洲郡に存在した村。
由来は、江戸時代に存在した「西海郷」による。

## 地理
- 現在の珠洲市の北部にあたる。石川県全体から見ても北端に位置する。
- 丘陵の北側に位置し、北は日本海を臨む。
- 江戸時代から製塩が盛んで、かつては珠洲郡の塩生産の大部分を占め、塩田も多かった。現在も当地には、揚浜塩田が存在し、塩生産が行われている。この他、漁業も盛んだった。
- 山：松ヶ瀬山、猫ヶ岳 (413m)、見平岳 (378m)、大谷峠、馬緤峠
- 河川: 烏川、名ヶ谷川、角間川
- 岬：禄剛崎、珠洲岬、シャク崎、堂ガ崎、鰐崎、大崎、鞍崎

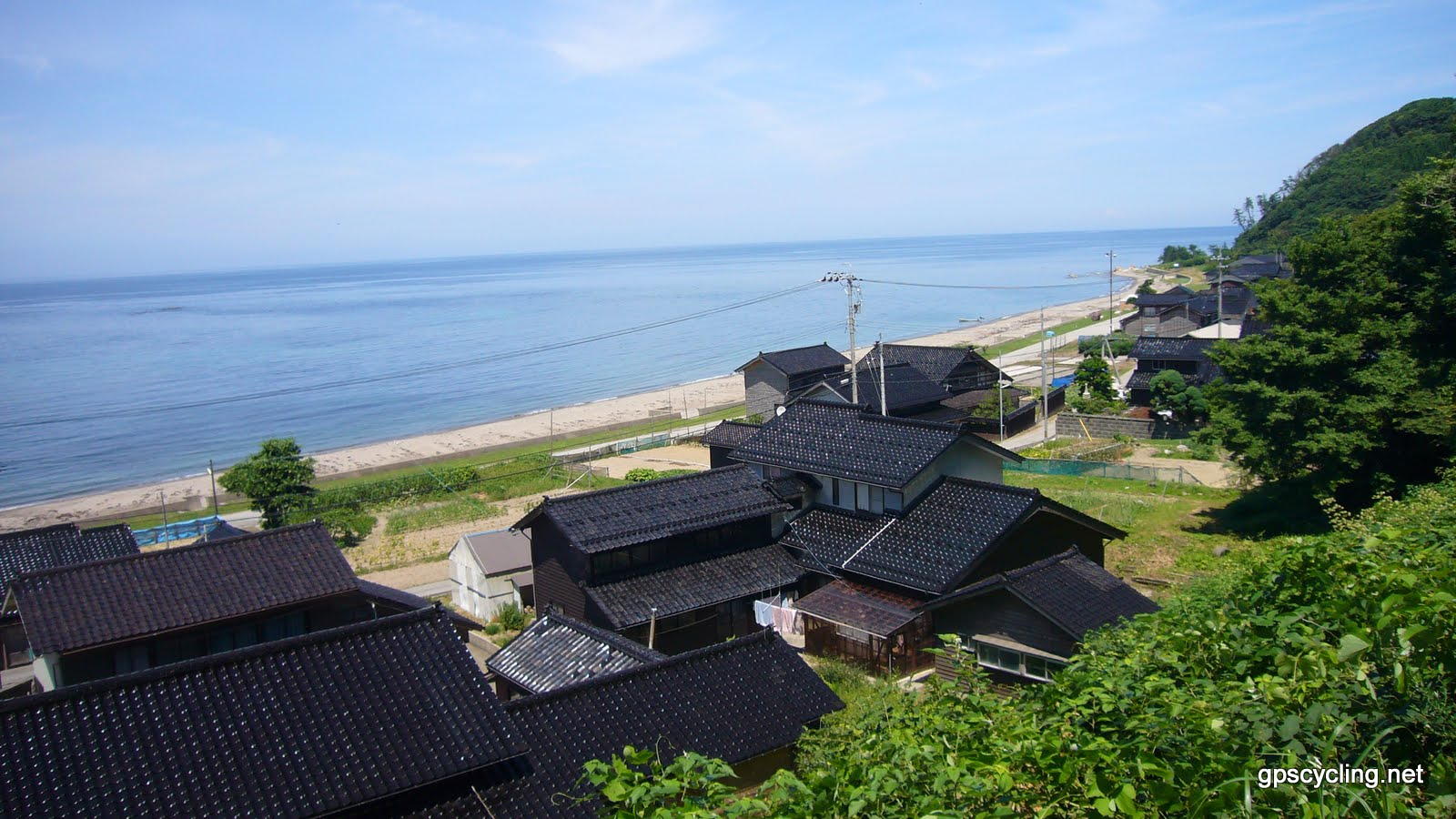
川浦の街並み
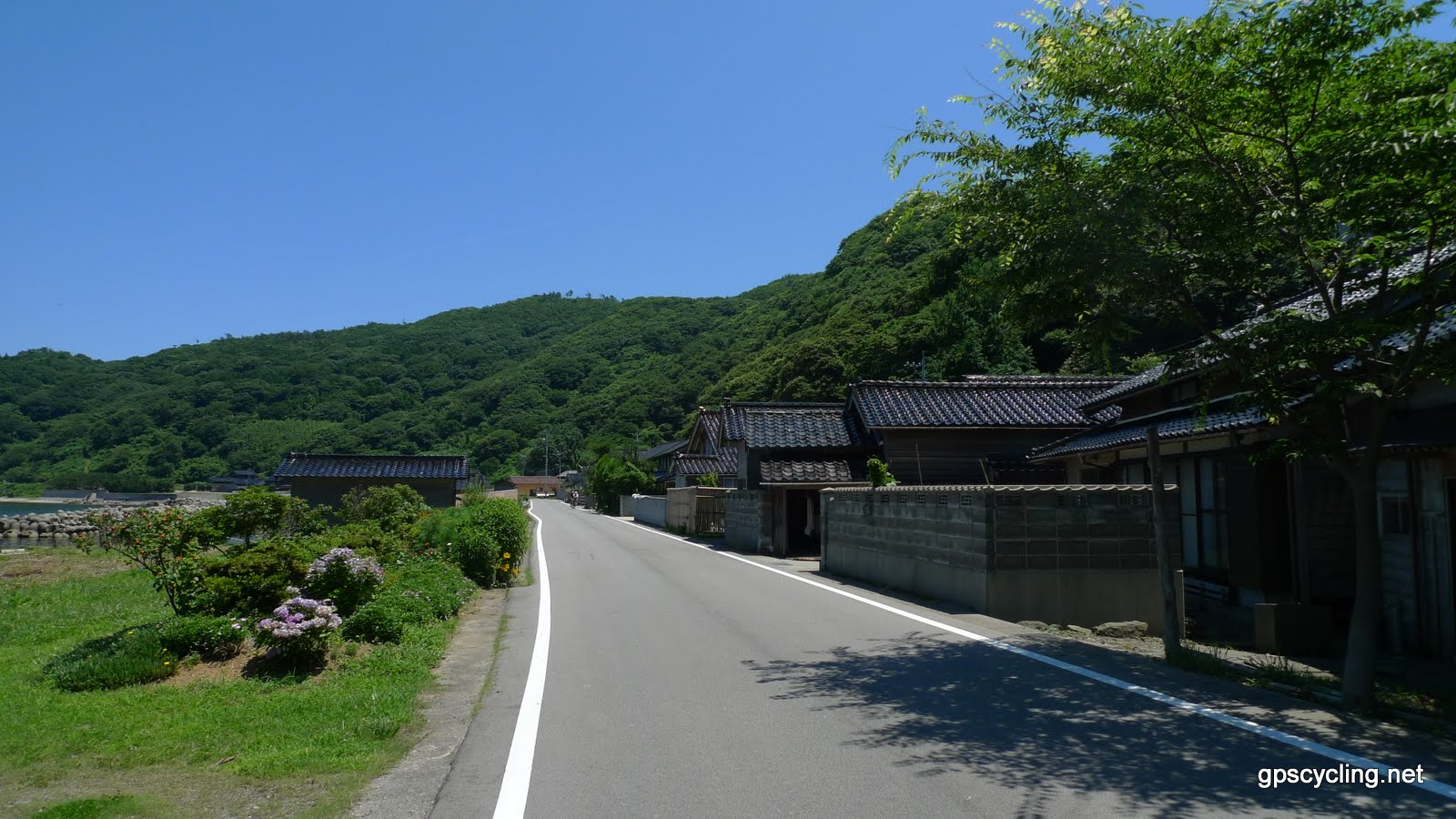
高屋の街並み
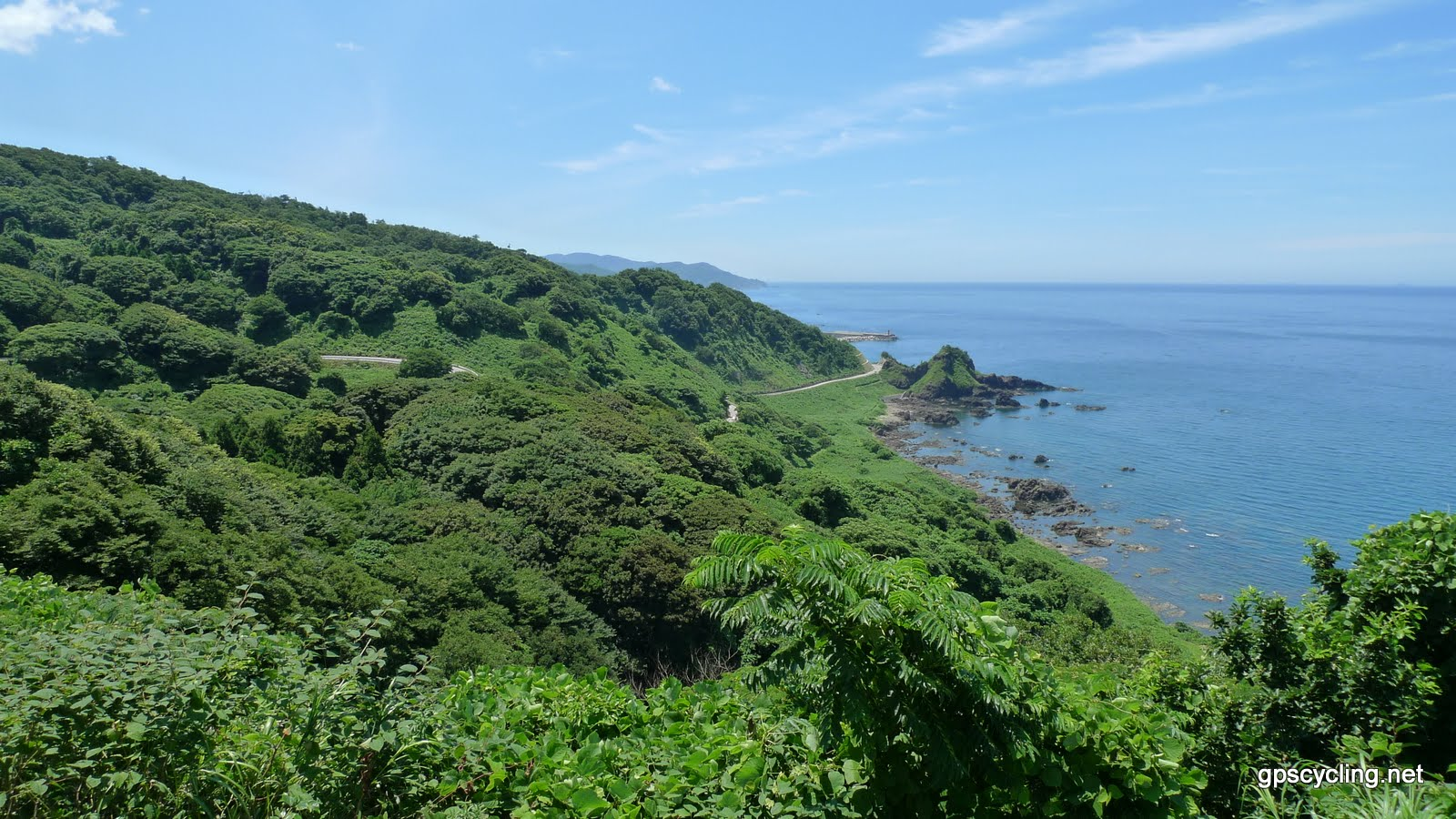
椿展望台より堂ガ崎を望む
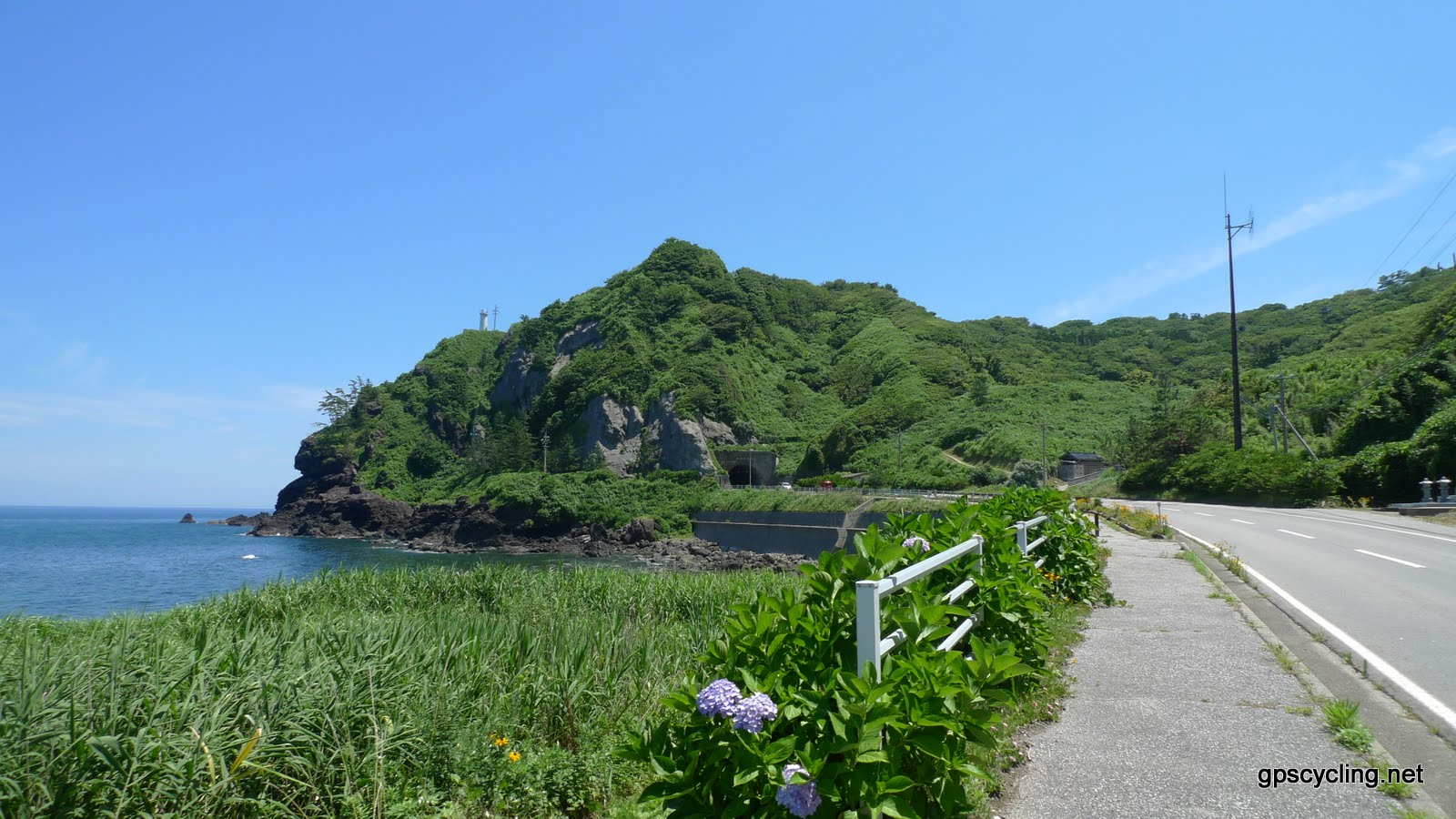
鞍崎に建つ能登鞍埼灯台
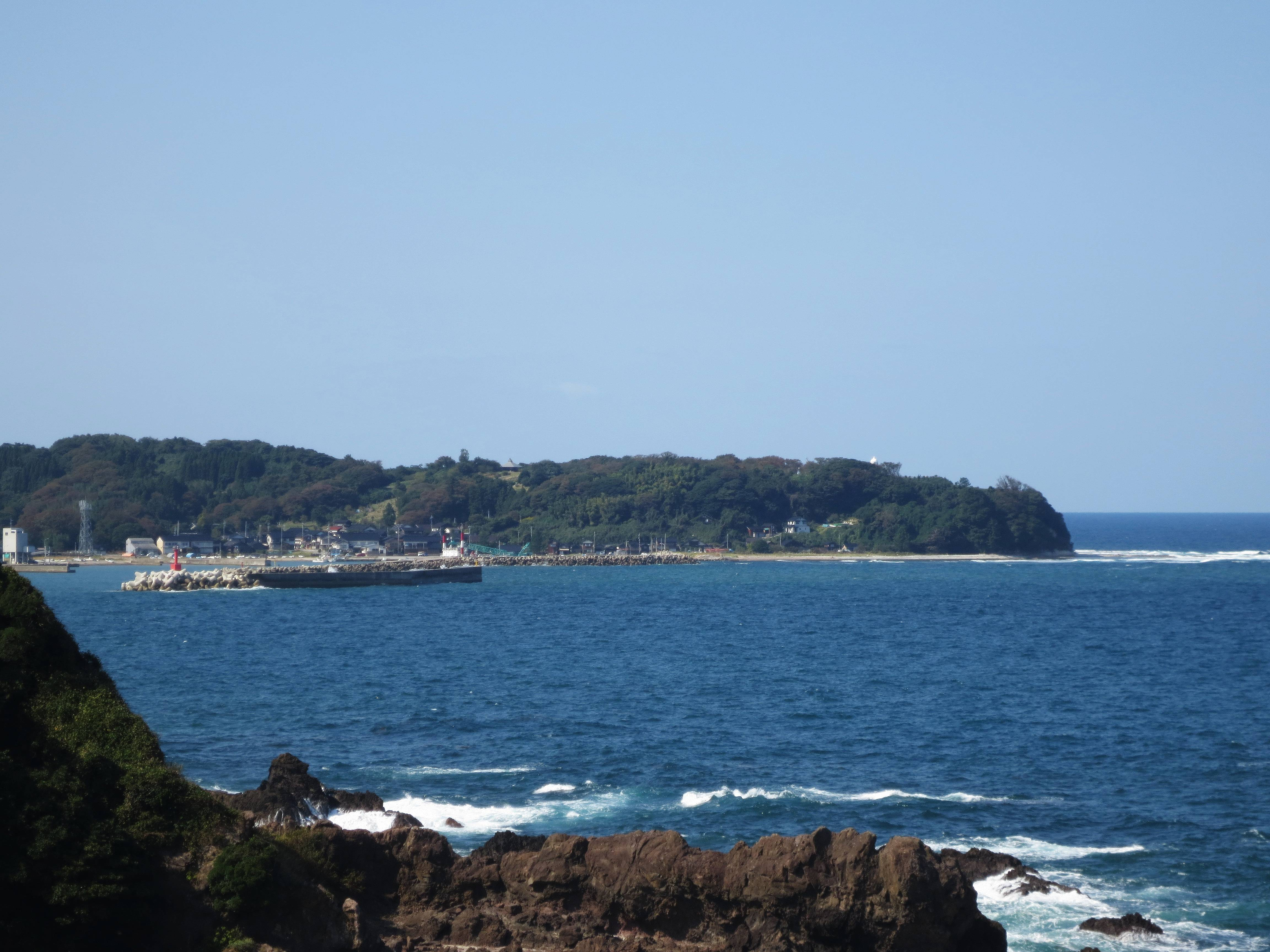
狼煙漁港（狼煙地区）
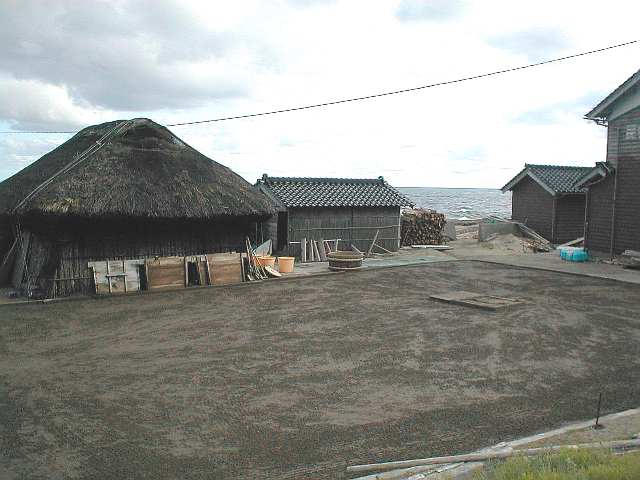
揚浜式塩田
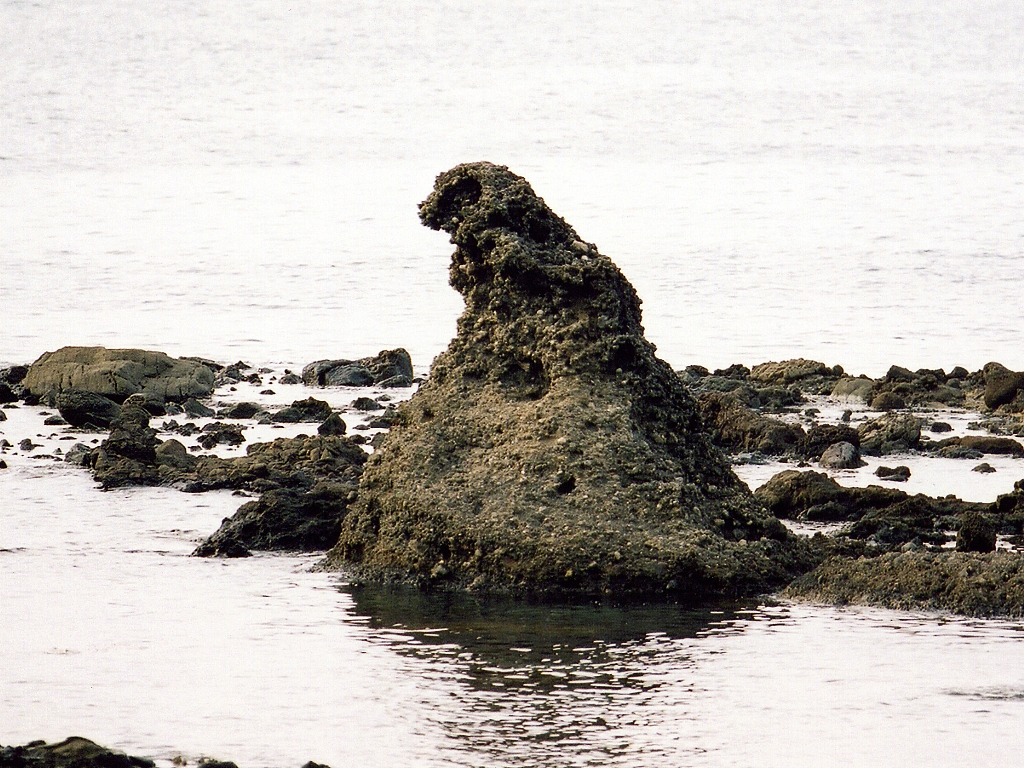
ゴジラ岩

## 歴史
- 1907年（明治40年）10月15日 - 珠洲郡日置村、大崎村及び大谷村を廃し、その区域をもって珠洲郡西海村を設置する。
- 1913年（大正2年）- 専売公社大谷出張所設置。
- 1924年（大正13年）- 農村経済更生村の指定を受ける。
- 1954年（昭和29年）7月15日 - 珠洲郡飯田町、宝立町、上戸村、若山村、直村、正院町、蛸島村、三崎村及び西海村を廃し、その区域をもって珠洲市を設置する。15大字は珠洲市の町に継承。

## 人口
| 年               | 世帯数 | 人口  |
| ---------------- | ------ | ----- |
| 1907（明治40年） | 1,356  | 6,798 |
| 1920（大正9年）  | 1,216  | 5,783 |
| 1953（昭和28年） | 1,299  | 6,614 |

## 交通
※いずれも現在の道路。
- 国道249号
- 石川県道28号大谷狼煙飯田線
- 石川県道52号折戸飯田線
- 石川県道272号上黒丸大谷線
- 石川県道285号高屋出田線

## 教育

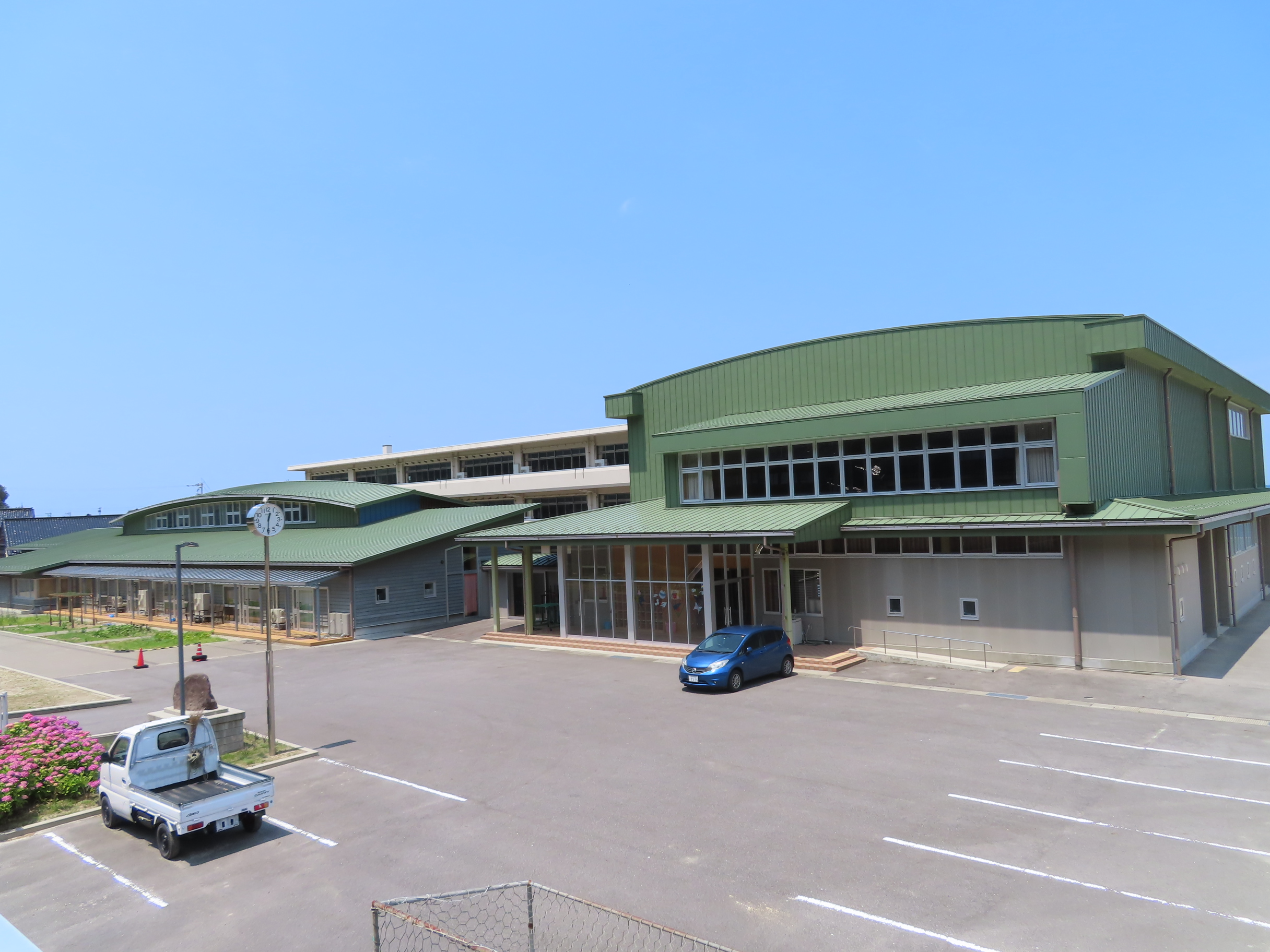
1947年（昭和22年）4月1日に開校した西海村立大谷中学校の流れをくむ珠洲市立大谷小中学校。2016年（平成28年）4月1日、珠洲市立西部小学校との統合により開校した義務教育学校である。

- 西海村立日置中学校
- 西海村立日置小学校
- 西海村立大谷中学校
- 西海村立大谷小学校